# 함산초등학교
함산초등학교는 대한민국 충청남도 논산시 가야곡면 덕은로 365 (산노리)에 있었던 초등학교로, 2002년 가야곡초등학교로 통폐합되었다.

## 연혁
- 1964년 7월 3일 가야곡국민학교 병암분실로 개설
- 1966년 3월 4일 가야곡국민학교 갈산분실로 인가
- 1967년 3월 9일 함산국민학교로 승격
- 1996년 3월 1일 함산초등학교로 개칭
- 2002년 3월 1일 가야곡초등학교로 통폐합